# 소주천 (강)
소주천(召周川)은 대한민국 경상남도 양산시 소주동의 천성산에서 발원하여 동류하다가 양산시 소주동의 회야강으로 흘러드는 하천이다. 소주동을 지난다고 하여 붙인 이름이다.
물이 많다고 하여 물탕골이라고도 불렀으나 경부고속선 동대구-부산 간 경부고속선의 천성산터널 공사로 현재는 거의 마른 상태이다. 2005년 12월 27일 녹색연합에서는 천성산터널 공사장과 인접한 지역의 계곡 물이 급격히 줄면서 계곡바닥이 말랐다고 주장하였으나, 이후의 재판에서는 패소하였다.